# Aeroportul Meadow Lake
Aeroportul Meadow Lake (IATA: YLJ, ICAO: CYLJ) este un aeroport din Saskatchewan, Canada. Aeroportul a fost tranzitat în 2019 de 0 pasageri.
Situat la o altitudine de 481 m, aeroportul dispune de o singură pistă. Este operat de Ministry of Highways and Infrastructure⁠(d).